# Урицький (Брянська область)
Урицький (рос. Урицкий) — залізничний роз'їзд в Брянському районі Брянської області Російської Федерації.
Населення становить 47 осіб. Входить до складу муніципального утворення Стекляннорадицьке сільське поселення.

## Історія
Від 2005 року входить до складу муніципального утворення Стекляннорадицьке сільське поселення.

## Населення
| 2010 | 2013 |
| ---- | ---- |
| 48   | ↘47  |